# Netimer
Netimer (litevsky) Netimeras) byl místní vládce některého z kmene Baltů, nejspíše Jotvingů, který má souvislost s misí svatého Bruna v roce 1009. Netimer spolu s 300 svými poddanými a ještě s jejich rodinnými příslušníky přijal křesťanství. Jeho další osud není znám.
Netimerův bratr Zebeden nechal misionáře stít a povraždil skoro celý jeho průvod.